# Branislav Vujadinovic
Branislav Vujadinovic (n. Belgrado, Serbia; el 7 de julio de 1997) es un jugador de baloncesto con nacionalidad Serbia. Con 1,96 metros de altura puede alternar las posiciones de base y escolta. 

## Trayectoria
Es un jugador natural de Belgrado, formado en el Saint Joseph High School de Pittsfield (Massachusetts), antes de ingresar en 2016 en la Universidad de Assumption, situada en Worcester, Massachusetts, donde jugaría cuatro temporadas en la División II de la NCAA con los Assumption Greyhounds, desde 2016 a 2020. 
Tras no ser drafteado en 2020, regresa a su país para jugar en el KK Sloga de la Košarkaška Liga Srbije.
En la temporada 2021-22, firma por el BC Perla Harghitei Miercurea Ciuc de la Liga Națională.
En octubre de 2022, firma por el KK Krka Novo Mesto de la 1. A SKL eslovena, donde juega dos partidos.
En noviembre de 2022, juega en las filas del KK Metalac Valjevo de la Košarkaška Liga Srbije, en el que participa en 4 partidos.
En diciembre de 2022, firma por el CSM Târgu Mureș de la Liga Națională, donde juega 3 partidos.
En febrero de 2023, firma por el CSA Steaua București de la Liga Națională, en el que promedió casi 15 puntos por partido, 6 rebotes y 3 asistencias por encuentro. 
El 14 de noviembre de 2023, firma por el San Sebastián Gipuzkoa Basket Club de la Liga LEB Oro, en sustitución de Mason Harrell, donde jugaría hasta el 28 de febrero de 2024.